# Josep Lluís Sert
Pour les articles homonymes, voir Sert.
Josep Lluís Sert (1902-1983) est un architecte et urbaniste catalan né à Barcelone, en Catalogne, Espagne.

## Biographie
Né le 1er juin 1902 à Barcelone, Josep Lluís Sert s'intéresse très tôt au travail de l'architecte Antoni Gaudí et de son oncle, le peintre José Maria Sert. Il étudie à l'École d'Architecture de Barcelone.
En 1926, il se rend à Paris pour étudier le travail de Le Corbusier avec qui il commence à travailler l'année suivante. En 1930, il commence ses premiers projets, qui sont caractérisés par le style lumineux de la Méditerranée : une prédominance de blanc et une profusion de lumière. Toutefois, dans ces œuvres, on peut voir clairement l'esthétique rationaliste, marquée par l'absence d'ornementation et ses lignes épurées qu'il hérite de son séjour à Paris et qu'il introduit pour la première fois en Espagne.
Il fonde sa propre agence en 1929 ainsi que le GATCPAC (Grup d'Arquitectes i Tècnics Catalans per al Progrés de l'Arquitectura Contemporània). Mais disqualifié par le gouvernement franquiste en 1939, il s'exile aux États-Unis, où il succède en 1953 à Walter Gropius à la tête de la Graduate School of Design de l'Université d'Harvard. Il est le président des CIAM (Congrès Internationaux d'Architecture Moderne) de 1947 à 1956.
C'est à son invitation que Le Corbusier construisit le Carpenter Center for Visual Arts de l'Université de Harvard en 1962.

## Œuvre
Il est l'architecte de la Fondation Miró à Barcelone, de la Fondation Maeght de Saint-Paul de Vence, l'ambassade américaine à Bagdad et de plusieurs plans de ville en Amérique du Sud, notamment Medellín, Bogotá, Lima et La Havane.
Il est reconnu comme l'un des plus grands architectes espagnols du XXe siècle[réf. nécessaire]. En 1982, il reçoit la Médaille d'or du mérite des beaux-arts par le Ministère de l'Éducation, de la Culture et des Sports.
Principales réalisations :
- Dispensaire central de Barcelone, 1935.
- Pavillon de l'Espagne à l'Exposition internationale de Paris (où fut exposé le célèbre Guernica de Picasso), 1937.
- Atelier de Joan Mirò à Palma de Majorque, 1956.
- Ambassade des États-Unis en Irak, 1957
- Fondation Maeght à Saint-Paul-de-Vence (Alpes Maritimes ; France), avec Emmanuel Bellini, 1964.
- Carmel de la Paix à Mazille (Saône-et-Loire, France), 1971.
- Institut Supérieur des Beaux-Arts de Besançon (Doubs, France),1972.
- Harvard Science Center, Cambridge, Massachusetts (États-Unis), 1973.
- Village du Frioul, Île de Ratonneau, Marseille (France), 1974.
- Fondation Miró à Barcelone (Espagne), 1975.

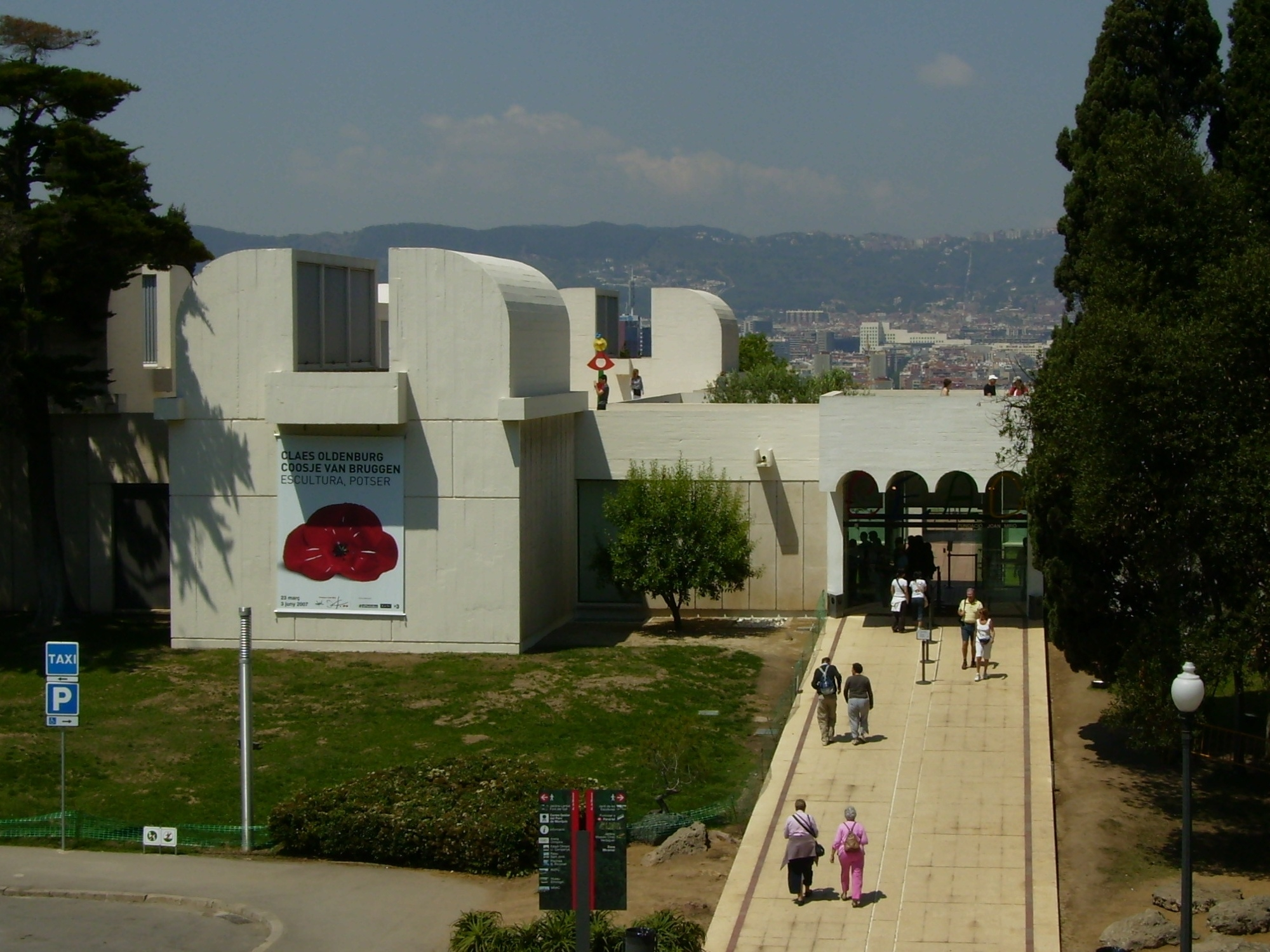
Fondation Miró à Barcelone (Catalogne, Espagne).
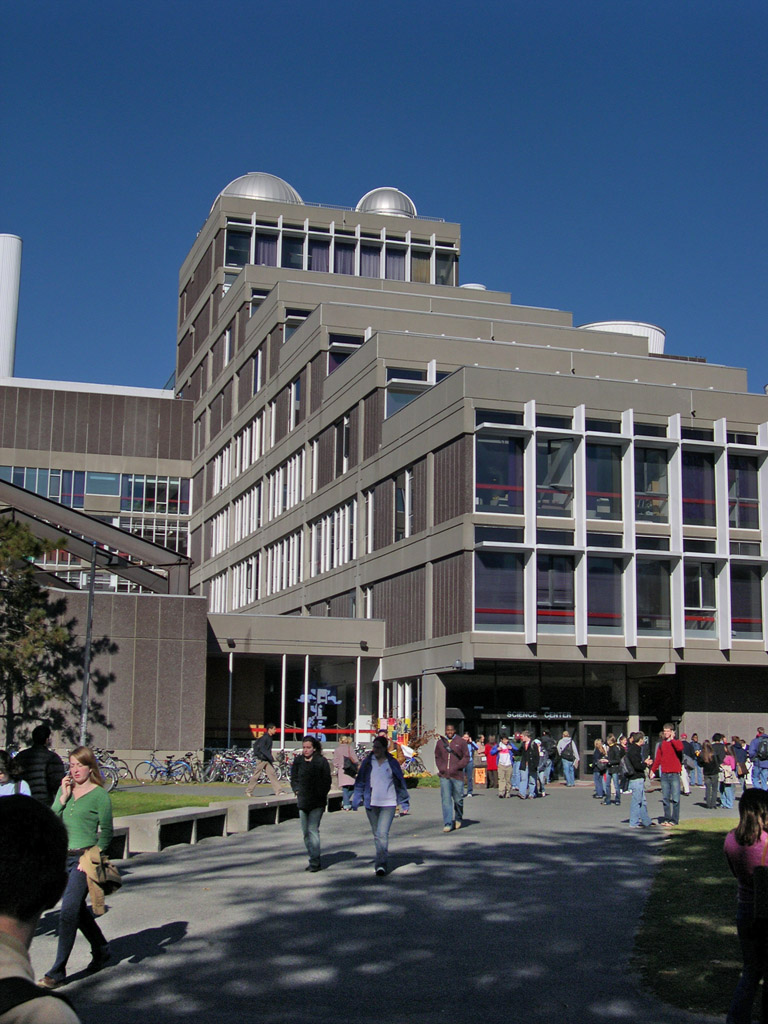
Harvard Science Center, à Cambridge (États-Unis).